# 国道266号
国道266号（こくどう266ごう）は、熊本県天草市から天草五橋、宇土半島の南側を経て、熊本市中央区に至る一般国道である。

## 概要
天草五橋の区間は、真珠の養殖が盛んなことからパールライン（天草パールライン）とも呼ばれ、「日本の道100選」にも選ばれている。

### 路線データ
一般国道の路線を指定する政令に基づく起終点および重要な経過地は次のとおり。
- 起点：牛深市[注釈 2]（牛深港、天草市役所牛深支所南側 = 国道389号上）
- 終点：熊本市（中央区、代継橋交差点 = 国道3号交点、国道445号起点）
- 重要な経過地：熊本県天草郡河浦町[注釈 2]、本渡市[注釈 2]、同郡龍ケ岳町[注釈 3][注釈 4]、同郡松島町[注釈 3]、同県宇土郡三角町[注釈 5]、同郡不知火町[注釈 5]、同県下益城郡松橋町[注釈 5]、同県上益城郡嘉島町
- 総延長 : 159.7 km（熊本県 146.5 km、熊本市 13.2 km）重用延長を含む。[2][注釈 6]
- 重用延長 : 0.1 km（熊本県 - km、熊本市 0.1 km）[2][注釈 6]
- 未供用延長 : なし[2][注釈 6]
- 実延長 : 159.6 km（熊本県 146.5 km、熊本市 13.1 km）[2][注釈 6]
  - 現道 : 154.7 km（熊本県 142.4 km、熊本市 13.1 km）[2][注釈 6]
  - 旧道 : 1.1 km（熊本県 1.1 km、熊本市 - km）[2][注釈 6]
  - 新道 : 3.7 km（熊本県 3.7 km、熊本市 - km）[2][注釈 6]
- 指定区間：国道57号と重複する区間（宇城市・五橋入口交差点 - 三角港）

## 歴史
- 1963年（昭和38年）4月1日 - 熊本県牛深市（現・天草市） - 熊本県宇土郡三角町（現・宇城市）を二級国道266号牛深宇土線に指定。当初は、天草上島の北部（現国道324号と同じ区間）を通過する路線であった。
- 1965年（昭和40年）4月1日 - 一般国道266号となる。
- 1970年（昭和45年）4月1日 - 一般国道324号の路線指定に伴い、本渡市から終点までが同路線との重複区間となる。
- 1974年（昭和49年） - 道路の区域変更により、経路が天草上島の南側を通過する現区間となる。

新たに国道266号となった県道路線は、熊本県道23号松島竜ヶ岳本渡線である。
- 1993年（平成5年）4月1日 - 熊本県宇土郡三角町 - 熊本県熊本市を追加指定し、区間が熊本県牛深市 - 熊本県熊本市となる。編入以前の路線は以下のとおり。
  - 熊本県宇土郡三角町 - 熊本県下益城郡松橋町松橋（現・宇城市）は、熊本県道21号三角松橋線。
  - 熊本県下益城郡松橋町松橋（当時の国道3号・現熊本県道14号八代鏡宇土線交点）- 同曲野は、松橋町道。
  - 熊本県下益城郡松橋町曲野 - 熊本県上益城郡嘉島町は、熊本県道147号松橋熊本線（このうち、下益城郡城南町から上益城郡嘉島町までは熊本県道32号小川嘉島線との重複区間であった）。
  - 熊本県上益城郡嘉島町 - 熊本県熊本市は、国道445号（一部、熊本県道104号熊本浜線も重複している）。

上記の結果から、熊本県道21号三角松橋線および熊本県道147号松橋熊本線は路線廃止された（熊本県道147号松橋熊本線の松橋町内の一部（曲野 - 久具）は町道→宇城市道、熊本市内部分（画図町下無田 - 出水1丁目）は熊本県道103号熊本空港線の一部となった）。
- 2023年（令和5年）10月27日 - 熊本県告示第780号により、望薩峠工区の旧道の国道指定が解除される[3]。
- 2025年（令和7年）8月11日 - 集中豪雨により上天草市内の天草2-3号橋の間で法面が崩壊、車両1台が巻き込まれて1人が負傷。2-5号橋間で通行止め[4]。

## 路線状況
現在、大半の区間で2車線以上が確保されているが、天草上島、旧倉岳町から旧龍ヶ岳町にかけての望薩峠区間を中心に、急カーブ連続かつ非常に挟隘な区間が残る。
旧三角町の国道57号と重複している熊本県宇城市五橋入口交差点から三角港にかけて、急カーブがあるため、最高速度が30 km/hに制限されている。旧三角町の三角港から三角線と並行している区間までは市街地を通るため、最高速度が40 km/hに制限されている。
旧三角町の大岳市民館付近や大岳郵便局付近から旧不知火町の観音岬付近にかけて、法定速度の60 km/hで走行できる区間がある。
不知火町の観音岬付近から宇城市立不知火中学校までは最高速度が50 km/hに制限されている。宇城市立不知火中学校から旧松橋町の国道3号松橋バイパスまでは市街地を通るため、最高速度が40 km/hに制限されている。

### 別名
- パールライン（天草パールライン）
- 天草ちゃんぽん街道（2006年秋より、天草下島のみ）
- 天草五橋（上天草市、宇城市）
- 浜線バイパス（嘉島町、熊本市）

### バイパス
- 高戸バイパス
- 三角大矢野道路
- 城南バイパス
- 熊本浜線バイパス

### 重複区間
- 国道389号（天草市牛深町・牛深港（起点） - 天草市河浦町白木河内・河浦町白木河内交差点）
- 国道324号（天草市亀場町 - 天草市志柿町）
- 国道324号（上天草市松島町合津（あいつ）・合津交差点 - 宇城市三角町三角浦・五橋入口交差点）
- 国道57号（宇城市三角町三角浦・五橋入口交差点 - 宇城市三角町三角浦・三角港）
- 国道445号（上益城郡嘉島町鯰・鯰交差点 - 熊本市中央区下通・代継橋交差点（終点））

### 道路施設

#### 橋梁
- 天草五橋
- 天草瀬戸大橋

#### トンネル
起点から
- 久玉隧道：延長142 m、1970年（昭和45年）竣工、天草市
- 立原隧道：延長115 m、天草市
- 長平越隧道：延長178 m、1969年（昭和44年）竣工、天草市
- 道目木隧道：延長234 m、1978年（昭和53年）竣工、天草市
- 栖本トンネル：延長690 m、1989年（平成元年）竣工、天草市
- 宮田第一トンネル：延長219 m、1925年（大正14年）竣工、天草市
- 宮田第二トンネル：延長129 m、1999年（平成11年）竣工、天草市
- 宮田第三トンネル：延長173 m、2001年（平成13年）竣工、天草市
- 大道第一トンネル：延長166 m、1999年（平成11年）竣工、上天草市
- 大道第二トンネル：延長161 m、1993年（平成5年）竣工、上天草市
- 大道第三トンネル：延長288 m、1990年（平成2年）竣工、上天草市
- 高戸一号トンネル：延長243 m、2003年（平成15年）竣工、上天草市
- 高戸二号トンネル ：上天草市
- 姫戸トンネル：延長377 m、1983年（昭和58年）竣工、上天草市
- 姫戸第二トンネル：延長245 m、1993年（平成5年）竣工、上天草市
- 姫戸第三トンネル：延長492 m、上天草市
- 牟田トンネル：延長115 m、1997年（平成9年）竣工、上天草市
- 阿村トンネル：延長356 m、1988年（昭和63年）竣工、上天草市
- 大矢野トンネル：延長155 m、1983年（昭和58年）竣工、上天草市
- 岩谷隧道：延長84 m、1965年（昭和40年）竣工、上天草市
- 栗山トンネル：延長193 m、1983年（昭和58年）竣工、宇城市
- 六地蔵トンネル：延長82 m、1988年（昭和63年）竣工、宇城市

#### 道の駅
- うしぶか海彩館（天草市）[5]
- 宮地岳かかしの里（天草市）
- 上天草さんぱーる（上天草市）[6]
- 不知火（宇城市）

## 地理
天草下島最南端の牛深港に始まり、天草上島、前島、池島、大池島、永浦島、大矢野島を経て九州本土の熊本市に至る。離島を渡る国道としては、国道317号に次いで、国道中2番目に多くの島を渡る。

### 通過する自治体
- 熊本県
  - 天草市 - 上天草市 - 宇城市 - 熊本市（南区） - 上益城郡嘉島町 - 熊本市（東区 - 南区 - 中央区）

### 交差する道路
| 交差する道路                                               | 市町村名 | 市町村名 | 交差する場所             | 交差する場所         |
| ---------------------------------------------------------- | -------- | -------- | ------------------------ | -------------------- |
| 国道389号 重複区間起点                                     | 天草市   | 天草市   | 牛深町                   | 牛深港 / 起点        |
| 熊本県道35号牛深天草線                                     | 天草市   | 天草市   | 牛深町                   |                      |
| 熊本県道26号本渡牛深線                                     | 天草市   | 天草市   | 久玉町                   | 久玉町交差点         |
| 熊本県道288号深海線                                        | 天草市   | 天草市   | 久玉町                   |                      |
| 熊本県道35号牛深天草線 重複区間起点                        | 天草市   | 天草市   | 河浦町路木               |                      |
| 国道389号 重複区間終点 熊本県道35号牛深天草線 重複区間終点 | 天草市   | 天草市   | 河浦町白木河内           | 河浦町白木河内交差点 |
| 熊本県道280号新合高浜港線                                  | 天草市   | 天草市   | 河浦町新合               | 河浦町新合交差点     |
| 熊本県道285号宮野河内新合線                                | 天草市   | 天草市   | 河浦町新合               |                      |
| 熊本県道289号大多尾新合線                                  | 天草市   | 天草市   | 河浦町立原               |                      |
| 熊本県道287号大宮地宮地岳線 熊本県道291号宮地岳今田線      | 天草市   | 天草市   | 宮地岳町                 |                      |
| 熊本県道278号宮地岳本渡線                                  | 天草市   | 天草市   | 宮地岳町                 | 豆木橋交差点         |
| 熊本県道286号都呂々宮地岳線                                | 天草市   | 天草市   | 宮地岳町                 |                      |
| 熊本県道24号本渡下田線                                     | 天草市   | 天草市   | 枦宇土町（はじうとまち） |                      |
| 国道324号 重複区間起点                                     | 天草市   | 天草市   | 亀場町                   |                      |
| 国道324号 重複区間終点                                     | 天草市   | 天草市   | 志柿町                   |                      |
| 熊本県道283号下浦馬場線                                    | 天草市   | 天草市   | 下浦町                   |                      |
| 熊本県道283号下浦馬場線                                    | 天草市   | 天草市   | 栖本町馬場               |                      |
| 熊本県道34号松島馬場線                                     | 天草市   | 天草市   | 栖本町馬場               |                      |
| 熊本県道59号有明倉岳線                                     | 天草市   | 天草市   | 倉岳町浦                 |                      |
| 熊本県道333号龍ヶ岳御所浦線                                | 上天草市 | 上天草市 | 龍ヶ岳町大道             |                      |
| 熊本県道277号姫戸港教良木線                                | 上天草市 | 上天草市 | 姫戸町姫浦               |                      |
| 国道324号 重複区間起点                                     | 上天草市 | 上天草市 | 松島町合津（あいつ）     | 合津交差点           |
| 国道324号 / 松島有料道路                                   | 上天草市 | 上天草市 | 松島町合津               | 合津IC               |
| 熊本県道107号満越城本線                                    | 上天草市 | 上天草市 | 大矢野町中               |                      |
| 熊本県道107号満越城本線                                    | 上天草市 | 上天草市 | 大矢野町中               |                      |
| 三角大矢野道路                                             | 上天草市 | 上天草市 | 大矢野町登立             | 登立IC               |
| 国道57号 重複区間起点 国道324号 重複区間終点               | 宇城市   | 宇城市   | 三角町三角浦             | 五橋入口交差点       |
| 国道57号 重複区間終点                                      | 宇城市   | 宇城市   | 三角町三角浦             | 三角港               |
| 熊本県道243号郡浦網田線                                    | 宇城市   | 宇城市   | 三角町郡浦               | 三角町郡浦交差点     |
| 熊本県道58号宇土不知火線                                   | 宇城市   | 宇城市   | 不知火町松合             |                      |
| 熊本県道338号八代不知火線 宇城北部広域農道                 | 宇城市   | 宇城市   | 不知火町高良             | 不知火町高良交差点   |
| 熊本県道181号松橋停車場線                                  | 宇城市   | 宇城市   | 松橋町松橋               | 松橋町松橋交差点     |
| 熊本県道14号八代鏡宇土線                                   | 宇城市   | 宇城市   | 松橋町松橋               | 松橋町松橋交差点     |
| 国道3号                                                    | 宇城市   | 宇城市   | 松橋町曲野               | 松橋町曲野交差点     |
| 熊本県道313号松橋インター線                                | 宇城市   | 宇城市   | 松橋町古保山             | 松橋町古保山交差点   |
| 熊本県道38号宇土甲佐線 重複区間起点                        | 熊本市   | 南区     | 城南町東阿高             |                      |
| 熊本県道38号宇土甲佐線 重複区間終点                        | 熊本市   | 南区     | 城南町阿高               | 城南町阿高交差点     |
| 熊本県道240号今吉野甲佐線                                  | 熊本市   | 南区     | 城南町今吉野             |                      |
| 熊本県道241号千町廻江線                                    | 熊本市   | 南区     | 城南町千町               |                      |
| 熊本県道50号熊本嘉島線                                     | 上益城郡 | 嘉島町   | 大字上仲間               | 嘉島町上仲間交差点   |
| 国道445号 重複区間起点 熊本県道104号熊本浜線 重複区間起点  | 上益城郡 | 嘉島町   | 大字鯰                   | 嘉島町鯰交差点       |
| 熊本県道103号熊本空港線 熊本県道104号熊本浜線 重複区間終点 | 熊本市   | 東区     | 画図町大字下無田         |                      |
| 熊本県道236号神水川尻線 重複区間起点                       | 熊本市   | 東区     | 画図町大字重富           | 画図町重富交差点     |
| 国道57号 熊本県道236号神水川尻線 重複区間終点              | 熊本市   | 南区     | 田井島1丁目              | 田井島交差点         |
| 熊本県道104号熊本浜線                                      | 熊本市   | 中央区   | 南熊本5丁目              | 南熊本交差点         |
| 国道3号 国道445号 重複区間終点                             | 熊本市   | 中央区   | 下通                     | 代継橋交差点 / 起点  |

### 交差する鉄道
- 九州新幹線
- 鹿児島本線
- 豊肥本線

### 峠
- 望薩峠（天草市）

## ギャラリー

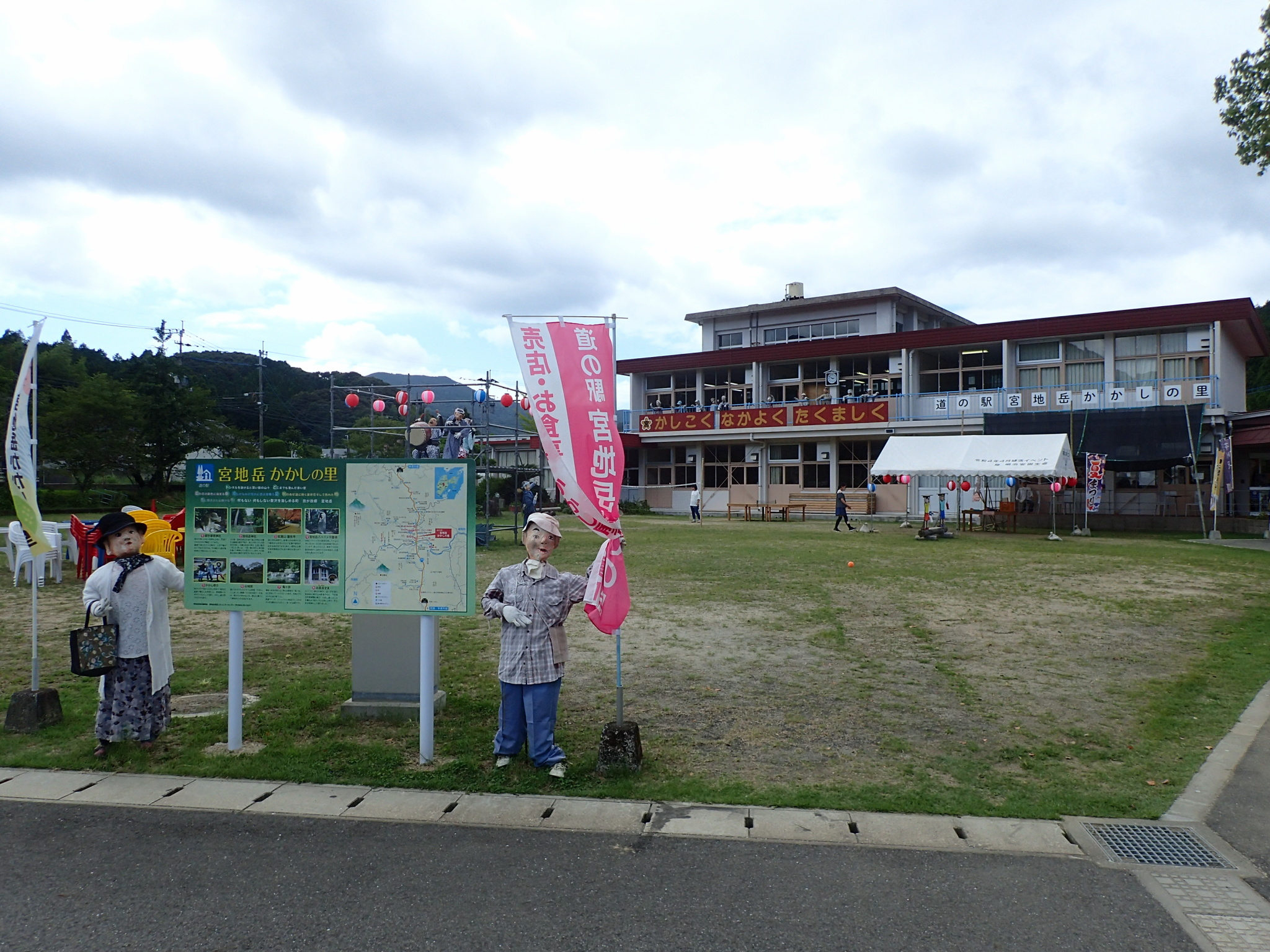
道の駅宮地岳かかしの里 （天草市立宮地岳小学校跡） 2023年8月撮影
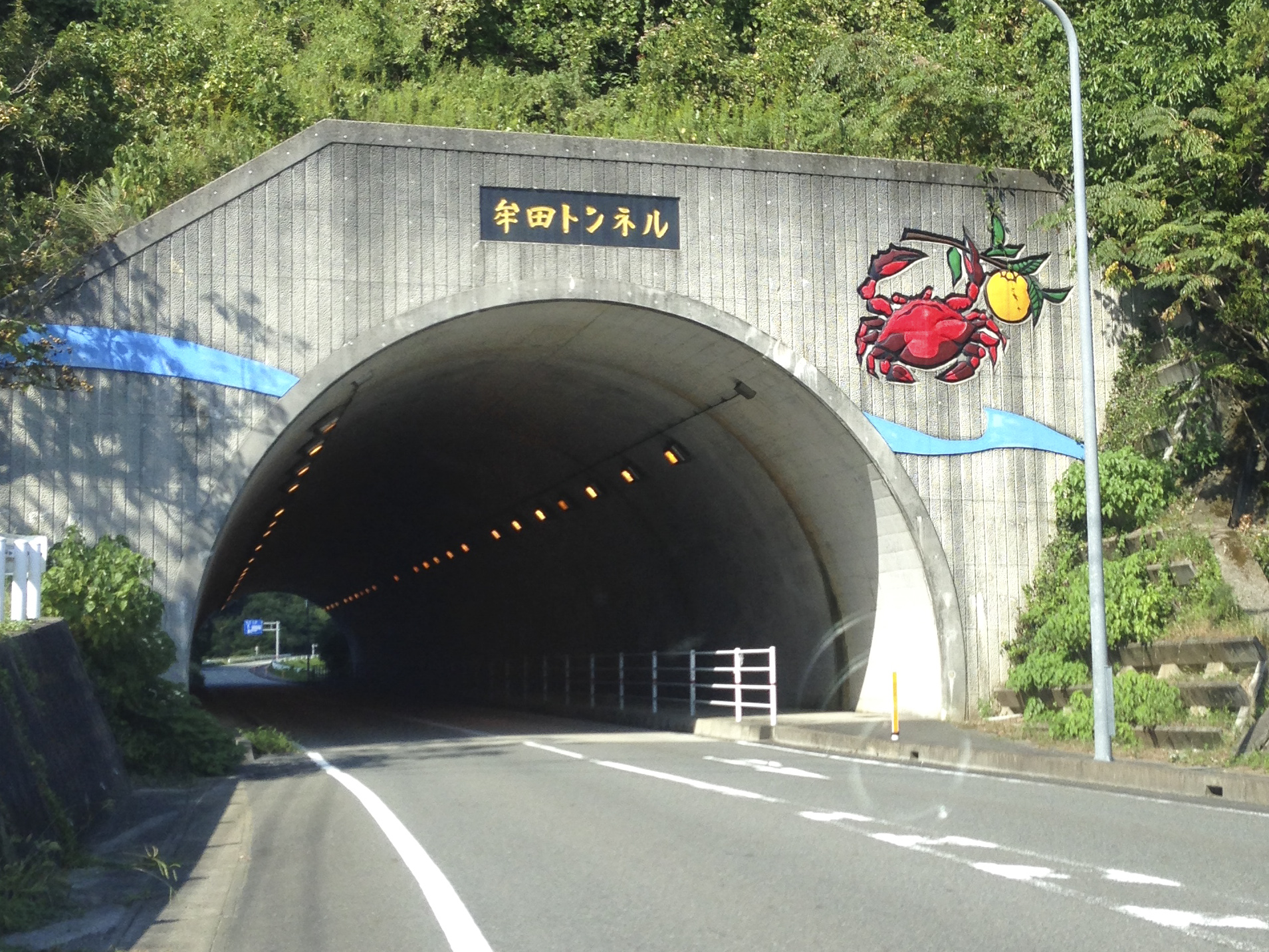
上天草市姫戸町・牟田トンネル （龍ヶ岳町側から） 2013年9月撮影
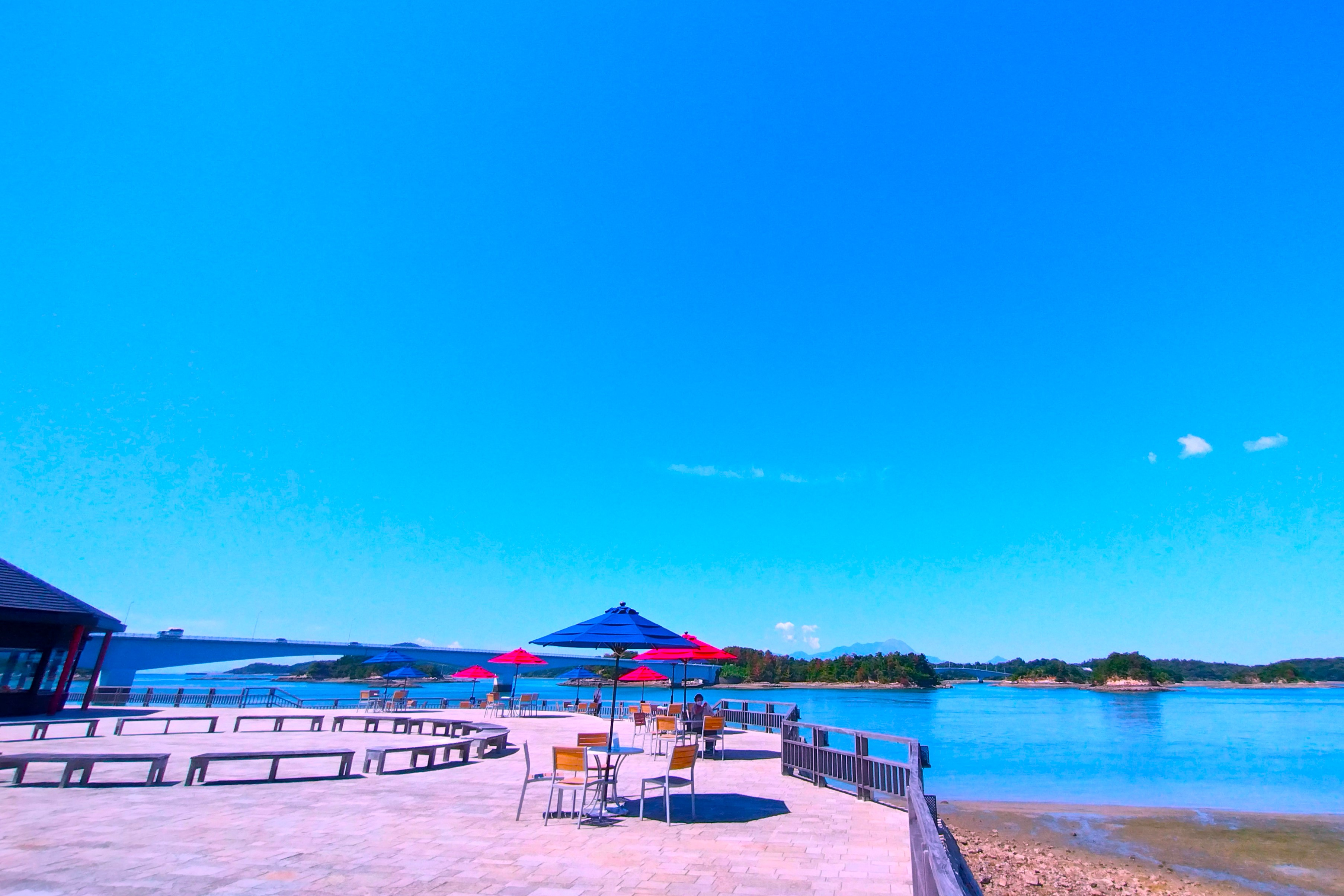
天草五橋4号橋・前島橋（左奥） 右奥には同3号橋・中の橋も小さく見える （東側の沿線施設から） 2024年9月撮影
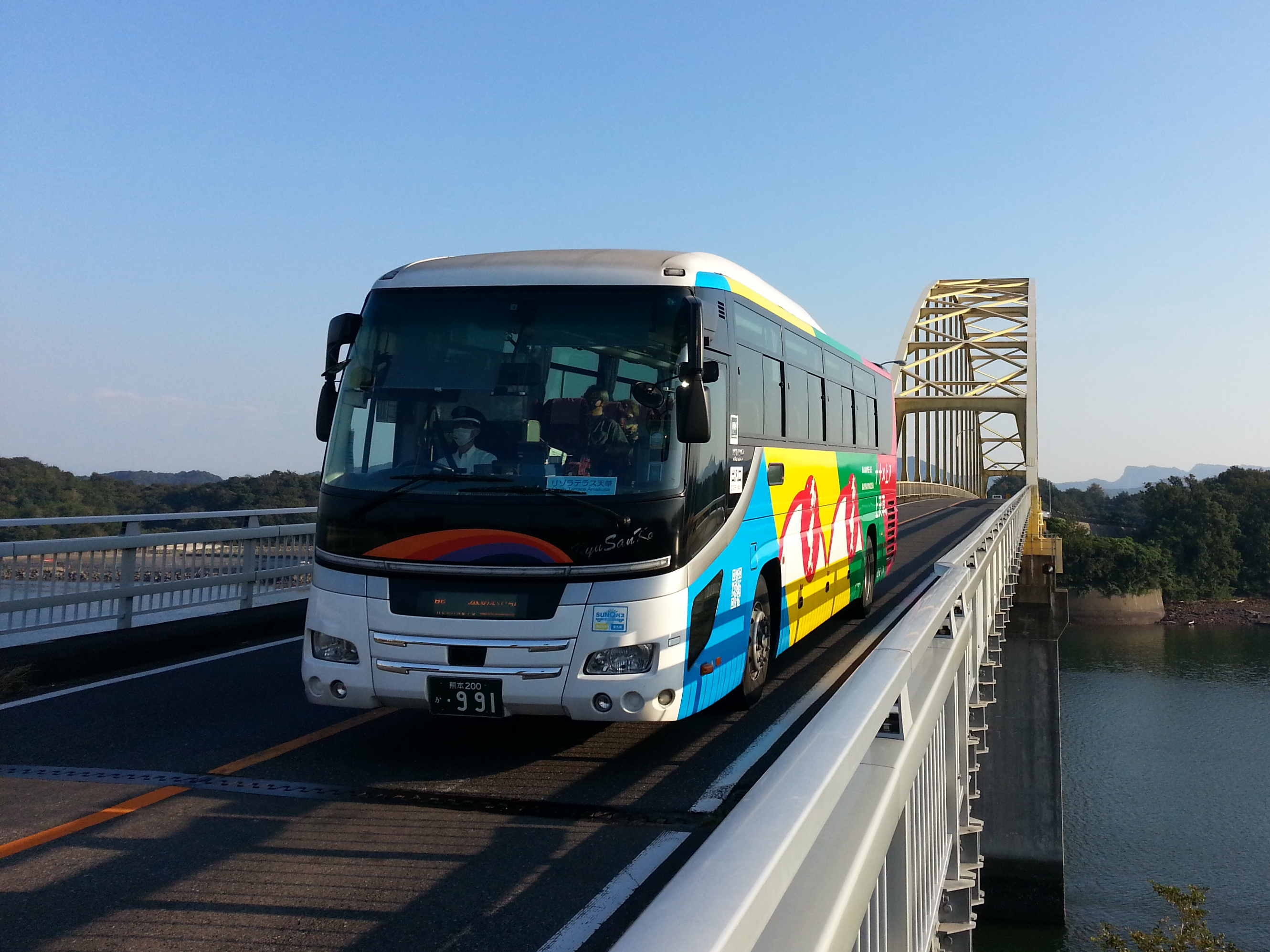
天草五橋2号橋・大矢野橋を渡る産交バスの快速あまくさ号 [注釈 7] （松島町側から） 2020年10月撮影
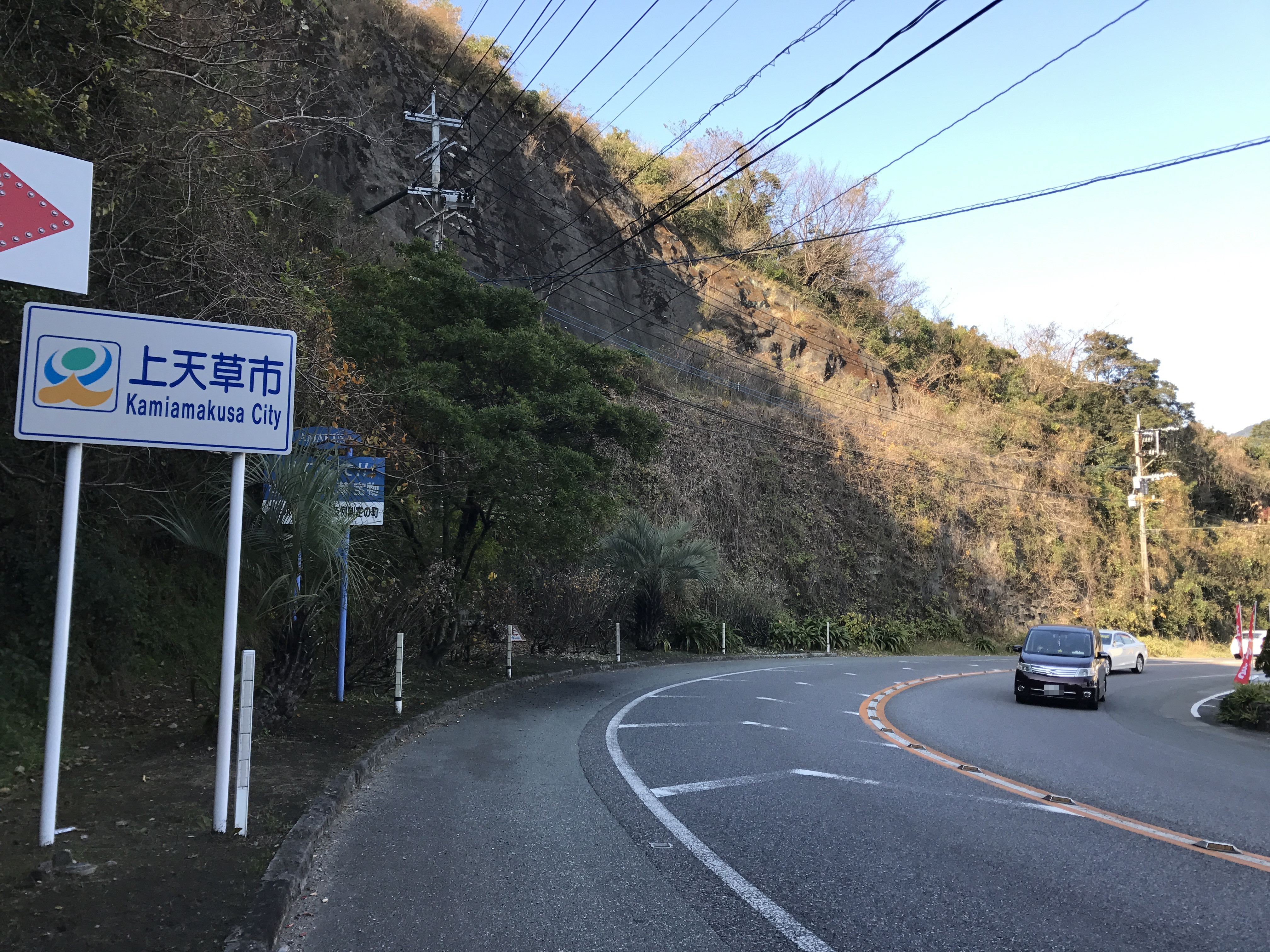
天門橋近くにある 「上天草市」のカントリーサイン 2017年1月撮影
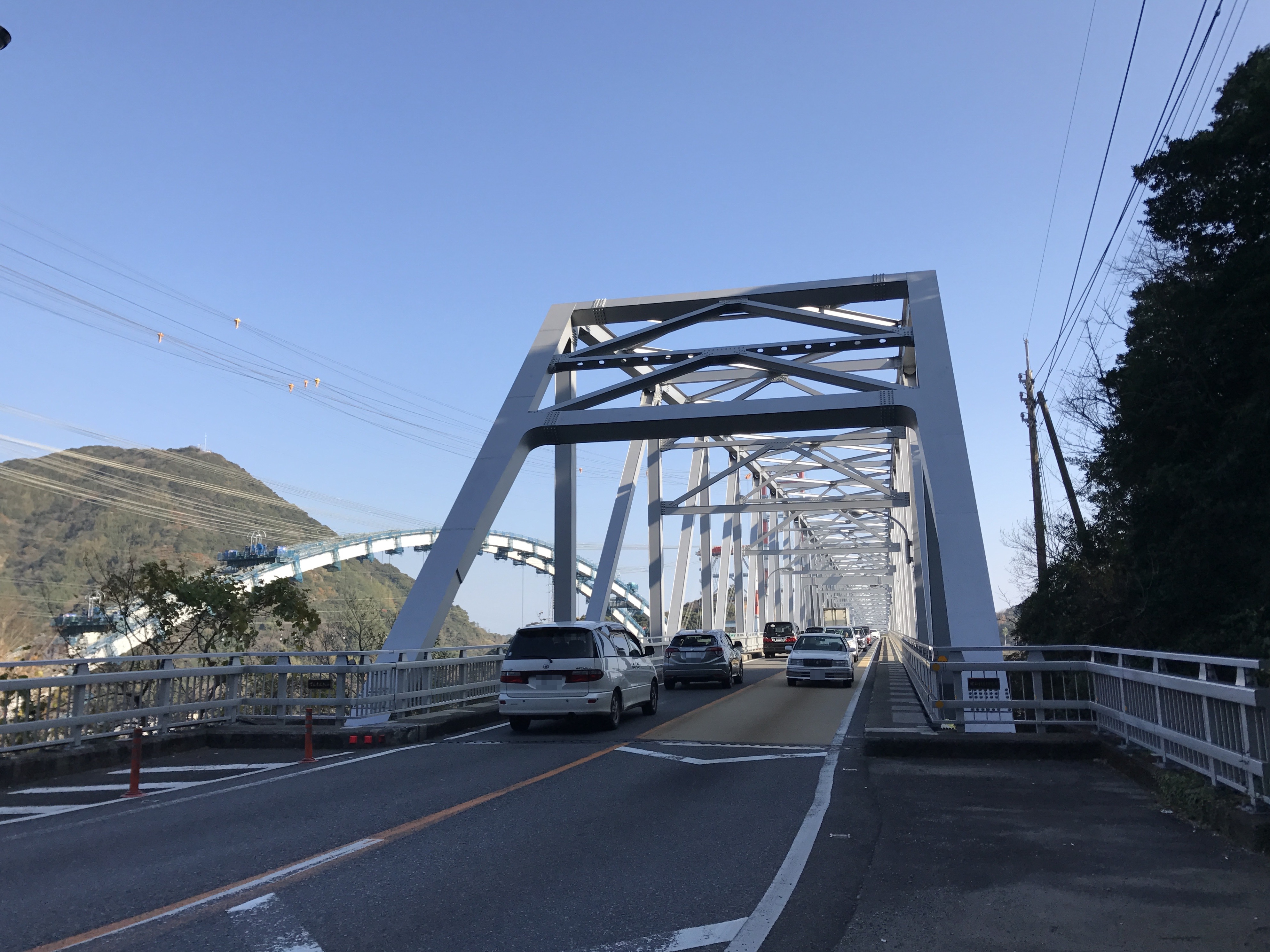
天草五橋1号橋・天門橋 （大矢野側から） 北側に建設中の天城橋が見える 2017年1月撮影
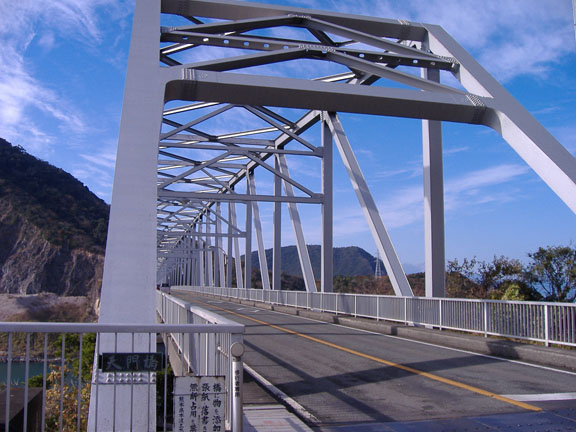
天草五橋1号橋・天門橋 （三角町側から） 2005年12月撮影
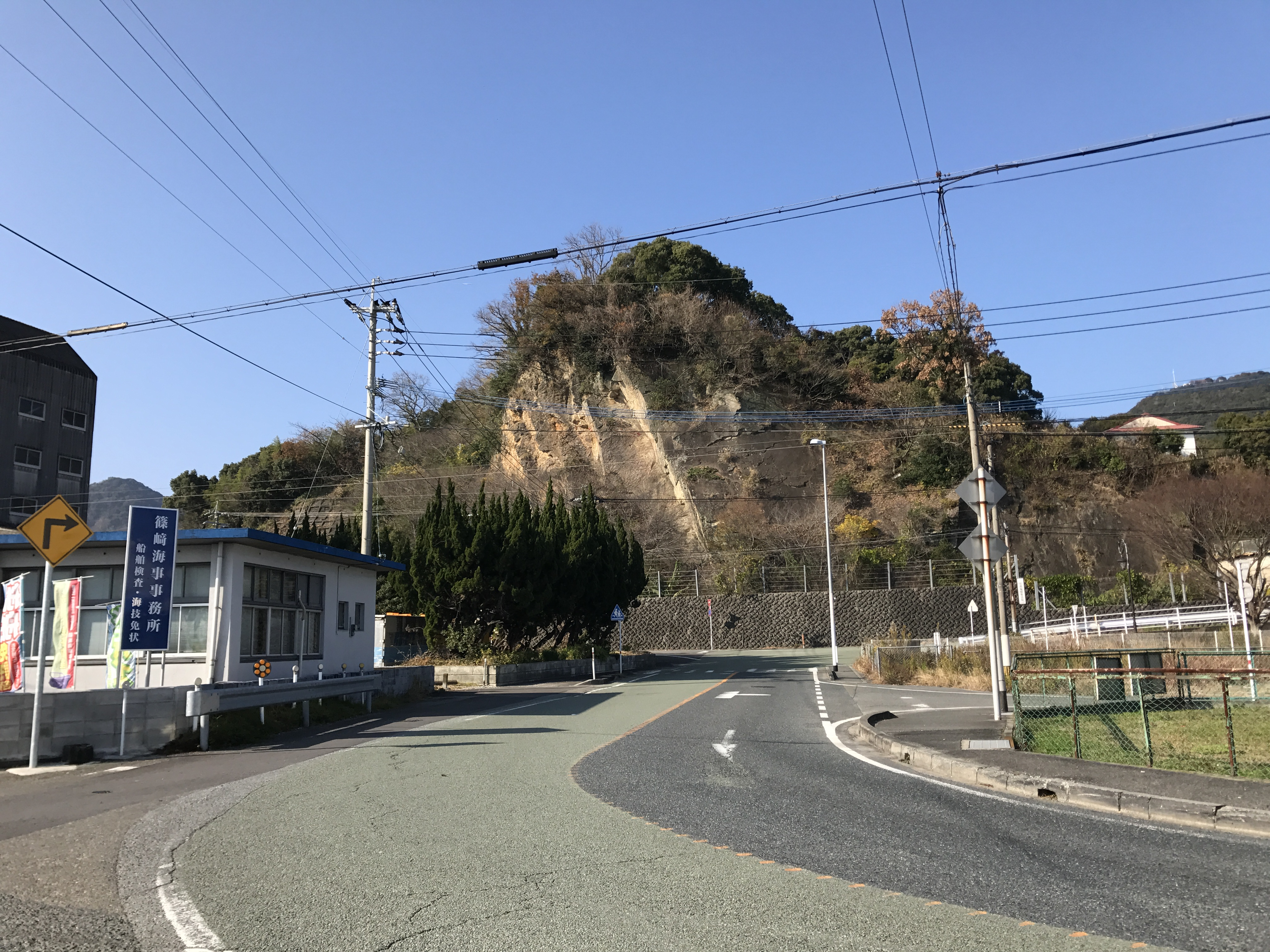
宇城市三角町・国道57号との重複区間 （不知火側から） 2017年1月撮影
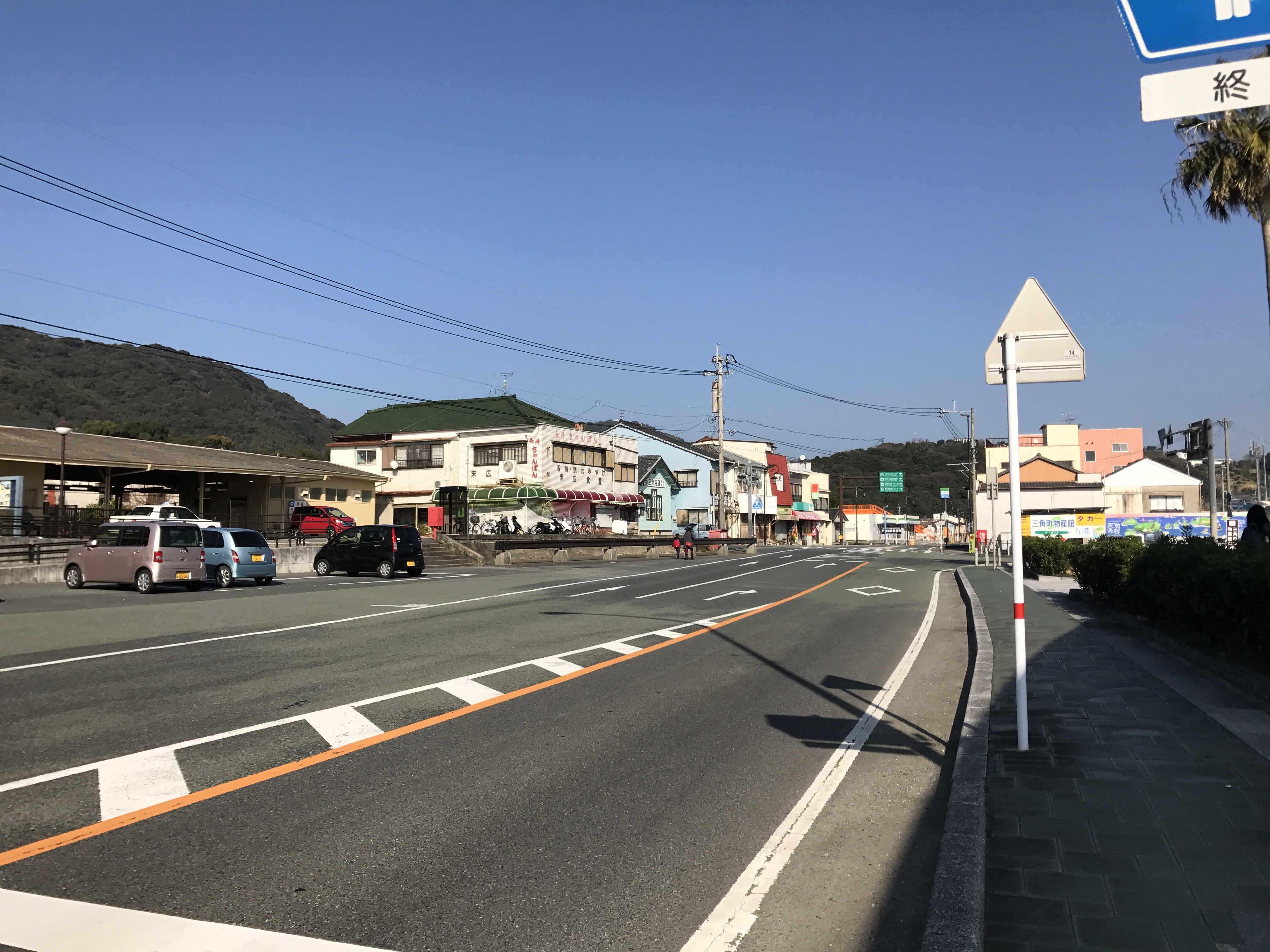
宇城市三角町・三角駅前 （大矢野・宇土市側から） 2017年1月撮影
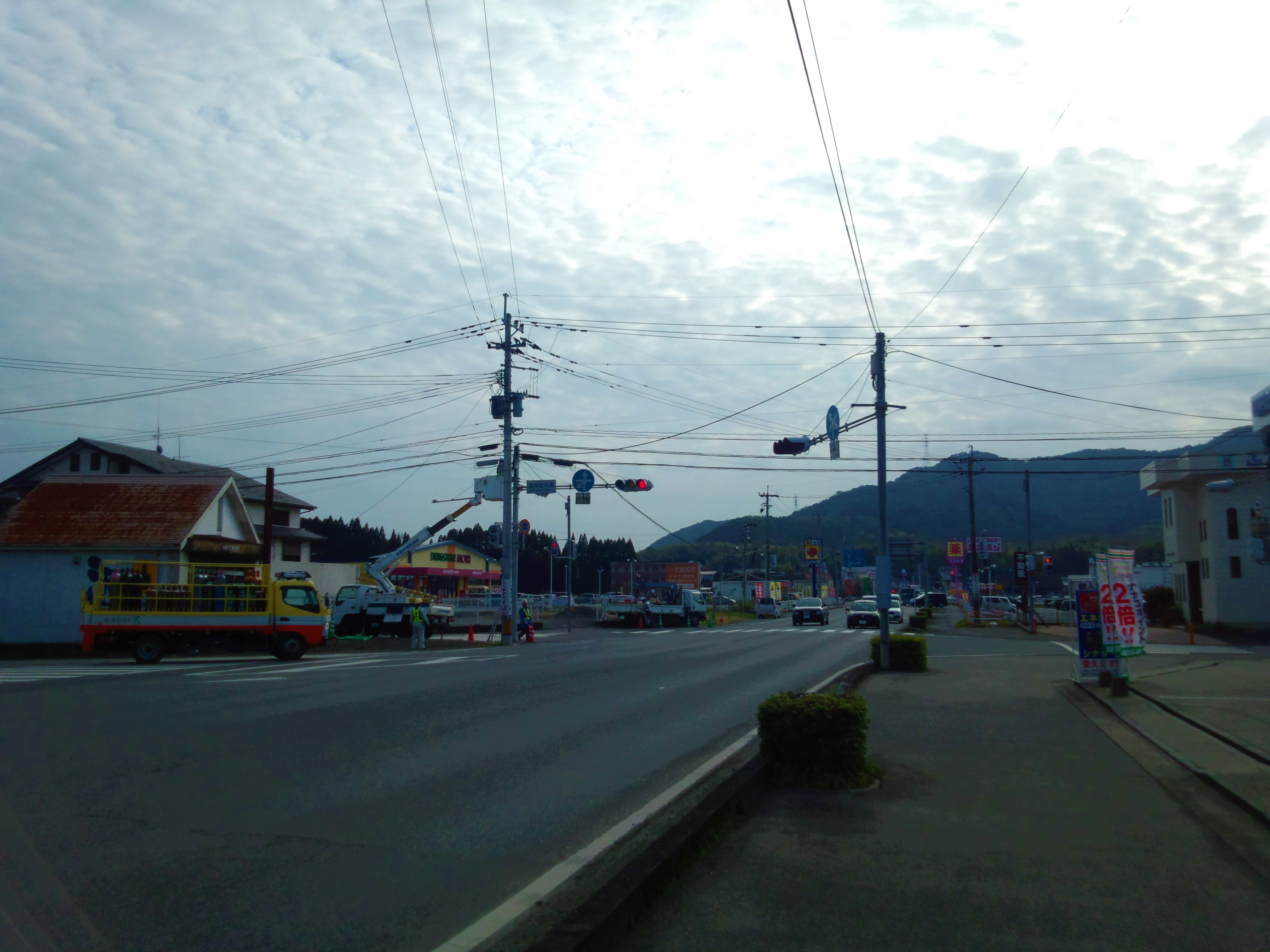
熊本市南区城南町・阿高交差点 城南バイパス区間 （嘉島町側から） 2019年1月撮影
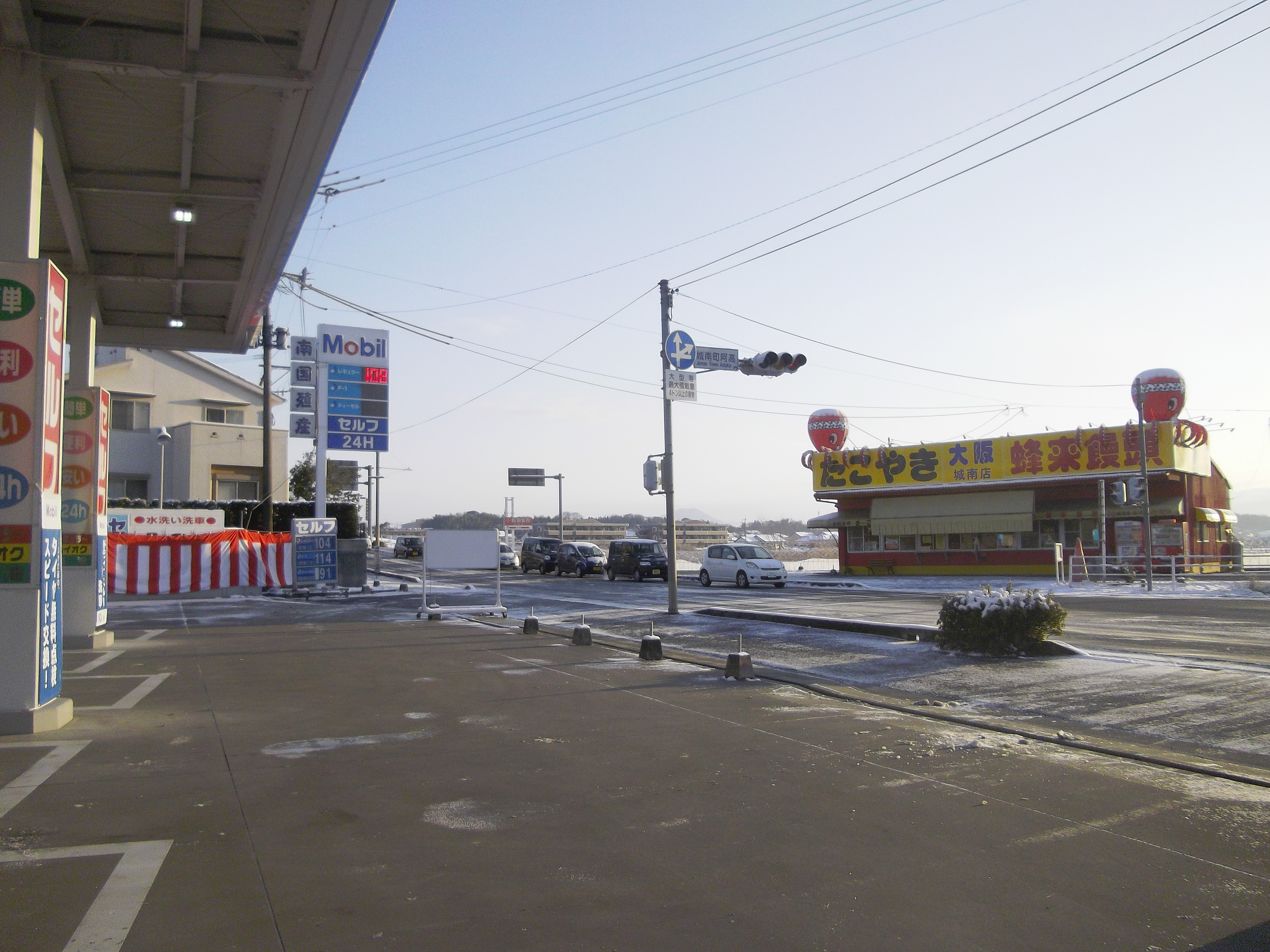
熊本市南区城南町・阿高交差点 城南バイパス区間 （松橋側の沿線施設から） 2016年1月撮影